# Heath Ledger
Heath Andrew Ledger (født 4. april 1979 i Perth, Australien, død 22. januar 2008 i New York City, USA) var en australsk skuespiller, fotograf og instruktør, som fik sit store filmiske gennembrud i USA i midten af 2000'erne. Hans filmarbejde inkluderer 10 Things I Hate About You (1999), The Patriot (2000), A Knight's Tale (2001), Monster's Ball (2001), Lords of Dogtown (2005), Brokeback Mountain (2005), Candy (2006), I'm Not There (2007), The Dark Knight (2008) og The Imaginarium of Doctor Parnassus (2009), hvor de to sidstnævnte blev udgivet efter hans død. Han producerede og instruerede desuden musikvideoer.
For hans rolle som Ennis Del Mar i Brokeback Mountain, vandt Ledger "the New York Film Critics Circle Award i kategorien Best Actor og Best International Actor Award fra Australian Film Institute; han blev den første til at modtage den sidstnævnte pris posthumt. Han blev desuden nomineret til en BAFTA Award, Screen Actors Guild Award, Golden Globe Award og Academy Award i kategorien Best Actor, som en ottende yngste i kategorien på daværende tidspunkt.
Ledgers arbejde i rollen som Joker i The Dark Knight blev modtaget med stor international anerkendelse og ros fra fans såvel som kritikere, og Ledger modtog efterfølgende adskillige posthume priser, såsom Academy Award i kategorien bedste mandlige birolle, Golden Globe Award i kategorien Best Supporting Actor - Motion Picture, og en BAFTA Award i kategorien Best Supporting Actor.
Ledger døde den 22. januar 2008 i sin lejlighed i Manhattan, New York, grundet en ufrivillig overdosis af sove-, angstdæmpende og smertestillende medicin. Han var på tidspunktet for sin død i gang med optagelserne til The Imaginarium of Doctor Parnassus i rollen som Tony, og hans rolle blev efterfølgende overtaget og delt mellem Johnny Depp, Colin Farrell og Jude Law.
Han efterlod sig en datter, Matilda Rose (f. 2005), som han havde med skuespiller Michelle Williams.

## Opvækst
Ledger blev født den 4. april 1979 i Perth, Australien, som andet barn af Sally Ledger Bell (pigenavn Ramshaw), fransklærer, og Kim Ledger, minesektor-ingeniør. Ledger og hans storesøster, Catherine "Kate" (f. 1975), blev begge navngivet efter karakterne i Emily Brontës roman Stormfulde højder (1847). Efternavnet Ledger var velkendt i Perth gennem mange år, da familien havde grundlagt et støberi "Ledger Engineering Foundry", som leverede store dele af råmaterialet til en 557 kilometer lang vandrørledning fra Perth gennem ørkenområdet til Kalgoorlie. En fond opkaldt efter Ledgers oldefar, Frank Ledger, "The Sir Frank Ledger Charitable Trust" donerede ligeledes penge til det regionale universitet i Perth.
Ledgers forældre blev separeret, da Ledger var 10 år, og endvidere skilt, da han var 11 år, og han boede skiftevis hos begge forældre. Fra forældrenes nye ægteskaber fik han to halvsøstre, Ashleigh Bell og Olivia Ledger. Ledger gik på Mary's Mount Primary School i Gooseberry Hill og senere på en privat kostskole for drenge, Guildford Grammar School, som havde til hensigt at uddanne kadetter. Her havde Ledger valgfag som cricket, australsk fodbold og hockey, og han fulgte ofte med sin far til motorsportskonkurrencer, hvor faren og Ledger deltog. Ledger var også en ivrig skakspiller som barn, og han vandt Vestaustraliens juniormesterskab som 10-årig.
Ledgers søster, Kate, var interesseret i skuespil, og inspirede Ledger til at søge roller indenfor teater, film og tv, ligesom at vælge drama som valgfag på Guildford Grammar. Han spillede med i flere skuespilsopsætninger igennem sin tid på Guildford, og instruerede og koreograferede en dansegruppe på 60 medlemmer til sejr i en national dansekonkurrence. Det var første gang en dansegruppe kun bestående af unge mænd deltog i konkurrencen.
Som voksen spillede han ofte skak med andre skakentusiaster i Washington Square Park . Allan Scotts film om den skak-relaterede roman fra 1983 The Queen's Gambit af Walter Tevis, der omkring tidspunktet for hans død, havde planlagt at optræde og instruere, skulle have været Ledgers første spillefilm som instruktør.

## Karriere

### 1990'erne
Som følge af at gå til eksamen som 16-årig, forlod Ledger skolen for at forfølge sin drøm om at blive skuespiller . Sammen med Trevor DiCarlo, hans bedste ven, siden han var tre år, kørte Ledger tværs gennem Australien fra Perth til Sydney, vende hjem til Perth for at tage en mindre rolle i Clowning Around (1992), første del af en to-delt tv-serie og fik arbejde på tv-serien Sweat (1996), i hvilken han spillede en homoseksuel cyklist. Fra 1993 til 1997, havde Ledger også roller i Perth-tv-serien Ship to Shore (1993); i det kortlivede FOX fantasi-drama Roar (1997); i Home and Away (1997), en af Australiens mest succesfulde tv-serier og i den australske film Blackrock (1997), hans spillefilmsdebut . I 1999, medvirkede han i teenagekomedien 10 Things I Hate About You og den anerkendte australske krimi-film Two Hands, instrueret af Gregor Jordan.

### 2000'erne
Fra 2000 til 2005, medvirkede han som Gabriel Martin, Benjamin Martins ældste søn (Mel Gibson), i The Patriot (2000) og som Sonny Grotowski, søn af Hank Grotowski (Billy Bob Thornton), i Monster's Ball (2000); og han havde hovedrollerne i filmene A Knight's Tale (2001), The Four Feathers (2002), The Order (2003), Ned Kelly (2003), Casanova (2005), The Brothers Grimm (2005) og Lords of Dogtown (2005). I 2001, vandt han en ShoWest-pris i kategorien "Male Star of Tomorrow" .
Ledger modtog "Best Actor of 2005"-priserne fra både "New York Film Critics Circle" og "San Francisco Film Critics Circle" for hans optræden i Brokeback Mountain , i hvilken han spiller cowboyen fra Wyoming Ennis Del Mar, som har en kærlighedsaffære med rodeo-rytteren Jack Twist, der bliver spillet af Jake Gyllenhaal . Han modtog også en normering til Golden Globe i kategorien "Best Actor in a Drama" og normering fra Academy Award i kategorien "Best Actor" for denne optræden , der gjorde at han, i en alder af 26 år, var den yngste nomineret til en Oscar i kategorien. I The New York Times' anmeldelse af filmen, skriver kritikeren Stephen Holden: "Både Mr. Ledger og Mr. Gyllenhaal gør denne kærlighedshistorie håndgribelig. Mr. Ledger forsvinder på mystisk vis ned i huden på sin magre og senede karakter. Det er fantastisk film, næsten lige så god som Marlon Brando og Sean Penn" . I en anmeldelse i Rolling Stone, skriver Peter Travers: "Ledgers mageløse optræden er et skuespils-mirakel. Det kommer indefra. Ledger ved ikke bare, hvordan Ennis bevæger sig, taler eller lytter; han ved hvordan han ånder. Da man ser ham indånde lugten fra en skjorte, der hænger Jacks skab, kan man næsten mærke den tabte kærlighed" .
Efter Brokeback Mountain, medvirkede Ledger med den australsk kollega Abbie Cornish i den australske film fra 2006 Candy, en opsætning af romanen fra 1998 Candy: A Novel of Love and Addiction, som de unge heroin-narkomaner, der af kærlighed prøver at blive uafhængige, hvis mentor spilles af kendte australske skuespiller Geoffrey Rush; for Ledgers præstation som poeten Dan, blev Ledger nomineret til tre "Best Actor"-priser, en af var Film Critics Circle of Australia Awards 2006, hvor både Cornish og Rush vandt i deres kategorier. Et par uger senere efter premieren på Candy, blev Ledger inviteret til at slutte sig til Academy of Motion Picture Arts and Sciences .
Som en ud af seks skuespillere der spiller forskellige aspekter af Bob Dylans liv i filmen 2007 I'm Not There, instrueret af Todd Haynes, vandt Ledger "ros for sin skildring af 'Robbie [Clark]', en humørsyg, kultur skuespiller, der repræsenterer den romantiske side af Dylan, men siger, at anerkendelser aldrig har været hans motivation" . Posthumt, delte han den 23. februar 2008, "2007 Independent Spirit Robert Altman Award"-prisen med resten af filmens cast og instruktør .
I sin næstsidste spillefilm, spiller Ledger Jokeren i filmen The Dark Knight, instrueret af Christopher Nolan, der er efterfølger til filmen Batman Begins. "The Dark Knight" blev først udgivet i Australien 16. juli 2008, næsten seks måneder efter hans død. Mens filmen stadig blev filmet i London, fortalte Ledger Sarah Lyall, i et interview, der blev udgivet i "New York Times" den 4. november 2007, at han så Jokeren som; "psykopatisk, massemordende, skizofren klovn med nul empati" . For at være klar til rollen, fortalte Ledger til Empire; "Jeg sad på et hotelværelse i London i cirka en måned, havde låst mig selv inde, lavede en lille dagbog og eksperimenterede med stemmer – det var vigtigt for mig at forsøge at finde en ikonisk stemme og latter. Jeg endte med noget lignende en psykopat – en person med en meget lille samvittighed," efter dette gentog han sin opfattelse af sin karakter: "Men absolut en socialforstyrret, koldblodet, massemordende klovn". Han tilføjede, at Nolan havde givet ham meget "frie tøjler" til at skabe en sjov rolle, fordi der ikke er nogen grænser for, hvad en Joker kan og gør. Han gør ham pinligt til mode og alt er en stor joke . For sit arbejde med The Dark Knight, vandt Ledger prisen Academy Award for Best Supporting Actor, hvor hans familie modtog prisen på hans vegne, samt en masse andre posthumme priser, bl.a. Golden Globe Award for Best Supporting Actor, som Christopher Nolan modtog for ham.
På tidspunktet for hans død, den 22. januar 2008, var Ledger færdig med cirka halvdelen af arbejdet med hans sidste film som Tony i The Imaginarium of Doctor Parnassus .

### Instruktørarbejde
Ledger havde drømme om at blive filminstruktør og havde allerede lavet nogle musikvideoer, som instruktøren Todd Haynes roste højlydt, da Ledger posthumt modtog prisen ISP Robert Altman Award, den 23. februar 2008 .
I 2006, instruerede Ledger musikvideoer til titeltracket til den australske hip-hop artist N'fas cd-debut soloalbum Cause an Effect  og singlen "Seduction Is Evil (She's Hot)" .
Senere i 2006, indviede Ledger en ny record-label, Masses Music, sammen med sangeren Ben Harper og instruerede en musikvideo til Harpers sang "Morning Yearning" .
På en nyhedskonference ved 2007's Venice Film Festival, fortalte Ledger om hans ønske om at lave en dokumentarfilm om den britiske singer-songwriter Nick Drake, der døde i 1974, i alderen af 26, af en overdosis af noget antidepressivt medicin . Ledger skabte og spillede med i en af Drakes musikvideo til sangen fra 1974, der handler om depression "Black Eyed Dog" – en titel der er "inspireret af Winston Churchills beskrivende betegnelse" (black dog);  videoen blev kun vist to gange offentligt, første gang på "Bumbershoot Festivalen", i Seattle, Washington, der foregik fra 1. september til 3. september 2007; og anden gang som en del af "A Place To Be: A Celebration of Nick Drake" med sin gennemgang af Their Place: Reflections On Nick Drake, "en serie af kortfilmssekvenser til Nick Drake" (inkluderede Ledgers), sponsoreret af American Cinematheque, i Grauman's Egyptian Theatre, i Hollywood, den 5. oktober 2007. Efter Ledgers død, blev hans musikvideo til "Black Eyed Dog" vist på internettet og vist i nye clips via YouTube.
Han arbejdede med den skotske manuskriptforfatter og producer Allan Scott på en opsætning af romanen fra 1983 The Queen's Gambit af Walter Tevis, for hvilken han havde planlagt at både at instruere og spille og som skulle have været hans debut som filminstruktør.

## Privatliv

### Forhold
Ledger har været i forhold med Lisa Zane, Heather Graham (2000-2001) og Naomi Watts (2002-2004).
Under optagelserne til Ned Kelly i 2003, mødte Ledger skuespiller Michelle Williams, men det var først under optagelserne til Brokeback Mountain i 2004, at Ledger og Williams indledte et forhold. Deres datter, Matilda Rose, blev født den 28. oktober 2005 i New York City. Roses gudforældre er Brokeback-kollega Jake Gyllenhaal og Williams' Dawson's Creek-kollega, Busy Phillipps. I januar 2006, satte Ledger sin ejendom i Bronte, New South Wales til salg, og flyttede tilbage til USA, hvor han boede med Williams i Boerum Hill, Brooklyn fra 2005 til 2007. Han havde tidligere taget et års orlov for at tilbringe tid sammen med sin datter. I september 2007, bekræftede Williams' far, Larry Williams, at Ledger og Williams havde afsluttet deres forhold.
Efter bruddet med Williams, blev Ledger efterfølgende linket romantisk til model Helena Christensen, skuespiller Mary-Kate Olsen, og model Gemma Ward. I 2011 udtalte Ward at de havde indledt et forhold i november 2007, og at deres familier havde tilbragt julen 2007 sammen i deres begges hjemby, Perth.

### Helbred
I et New York Times-interview, udgivet den 4. november 2007, fortalte Ledger Sarah Lyall, at hans nylige afsluttede arbejde med filmene I'm Not There (2007) og The Dark Knight (2008), havde fjernet hans evne til at sove:
"Sidste uge sov jeg i gennemsnit 2 timer per nat... Jeg kunne ikke holde op med at tænke. Min krop var udmattet, men min hjerne arbejdede på højtryk" . Senere i interviewet fortalte han, at han havde 2 ambien-piller, da 1 ikke var nok og kun havde efterladt ham i en døs, bare for at vågne op en time senere og hans hjerne arbejdede stadig på højtryk.
Før han vendte tilbage til New York fra London for at underskrive en kontrakt til sin sidste film i januar 2008, led han tilsyneladende af en eller anden respiratorisk sygdom, som han klagede han sig til sin kollega Christopher Plummer, om at han stadig havde svært ved at sove og tog piller for at afhjælpe problemet:
"For at bekræfte tidligere rapporter om at Ledger var syg på settet, sagde Plummer: 'Vi var alle sammen forkølet, fordi vi filmede udenfor i forfærdelige, fugtige nætter. Men Heath forsatte og jeg tror ikke han fik medicin med det samme... jeg tror, han havde lungebetændelse... oveni det, sagde han hele tiden: 'Fandens, jeg kan ikke sove'... og han tog alle de her piller [for at hjælpe ham]"  .
I bladet Interview efter hans død, bekræftede Ledgers tidligere forlovede Michelle Williams også, at skuespilleren havde svært ved at sove:
"Lige så længe som jeg har kendt ham, havde han haft problemer med søvnløshed. Han havde for meget energi. Hans tanker kørte rundt, rundt, rundt og rundt, hele tiden kørte de rundt"  .

### Pressekontroverser
Ledgers forhold til den australske presse var til tider turbulent og det førte blandt andet til at han flyttede New York City . I 2004 benægtede han på de kraftigste mod de påstande pressen fremsagde; "at han havde spyttet på en journalist på settet i Sydney, mens filmen Candy" og at en af hans slægtninge senere havde gjort det samme, foran Ledgers hus i Sydney . Den 13. januar 2006, mente "flere paparazzier at have set at Ledger og (Michelle] Williams havde medbragt vandpistoler på den røde løber til Sydney-premieren på Brokeback Mountain" .
Efter hans optræden på scene ved2005 Screen Actors Guild Awards, hvor han jokede med præsentationen af Brokeback Mountain, hvor han selv var nomineret i kategorien Outstanding Performance by a Cast in a Motion Picture, skrev Los Angeles Times at hans optræden var en "tilsyneladende bøsse-joke" . Ledger fortalte senere til Times at hans overfladiskhed havde skyldtes sceneskræk og at han kun få minutter før han skulle på, havde fået det at vide og han udtalte: "Jeg er ked af det og jeg undskylder for min nervøsitet. Jeg vil blive helt forfærdet, hvis min optræden bliver misfortolket som manglende respekt for filmen, emnet og de fantastiske filmfolk" .
Ledger blev i januar 2006 i Melbournes Herald Sun, hvor han sagde, at han havde hørt, at staten West Virginia havde forbudt Brokeback Mountain, hvilket staten ikke havde; faktisk, var det en biograf i Utah, der havde forbudt filmen .

### Død
Omkring kl. 14.45 (amerikansk tid), den 22. januar 2008, blev Ledger fundet bevidstløs i sin seng af sin husholderske, Teresa Solomon og sin massøse, Diana Wolozin, i sin fireetages lejlighed på 421 Broome Street i SoHo-nabolaget i Manhattan .
Ifølge politiet, Wolozin, som var ankommet tidligt til en aftale med Ledger omkring kl. 15 (lokal tid, New York), ringede til Ledgers veninde, Mary-Kate Olsen, efter hjælp. Olsen, som var i Californien, fik en privat sikkerhedsvagt til at tage hen til lejligheden. Kl. 15.26. Mindre end 15 minutter efter at Wolozin første gang så Ledger ligge i sin seng, og blot få minutter efter at have haft ringet til Olsen, ringede han igen til Olsen, for at fortælle, at Ledger var død. Wolozin ringede derefter 9-1-1 og sagde; "Mr. Ledger trækker ikke vejret". På opfordring fra alarmcentralen, udøvede Wolozin førstehjælp, men forgæves .
Medicinske teknikere ankom 7 minutter senere, 15.33 (næsten samme tidspunkt, hvor sikkerhedsvagten ringede til Ms. Olsen), men det lykkedes heller ikke for dem at genoplive Ledger. Klokken 15.36 blev Ledger erklæret død og hans krop blev fjernet fra lejligheden. Undersøgelsen viste senere, at Ledger døde af en overdosis af sovemedicin.

#### Mindehøjtidelighed
I takt med at nyheden om Ledgers død spredtes, natten til 23. januar 2008 og den følgende dag, tiltog vrimlen af pressefolk og sørgende, fans, der begyndte at lægge gaver og blomster som mindegaver, udenfor Ledgers lejlighed.
Den 23. januar 2008, kl. 10.50 (lokal tid, Australien), gik Ledgers forældre og søster ud foran Ledgers mors hus i Applecross, en forstad til Perth og læste en kort meddelelse til pressen omhandlende deres sorg og behov for privatliv . I løbet af de næste dage fik familien masser af sørgemeddelelser fra tusinde af fans fra hele verden og fra Australiens premierminister Kevin Rudd, Eric Ripper, Warner Bros. (distributør til The Dark Knight).
Flere skuespillere udsendte erklæringer vedrørende deres sorg over Ledgers død, inklusive Daniel Day-Lewis, som dedikerede sin Screen Actors Guild Award til Ledger, og sagde, at han var inspireret af Ledgers skuespil; Day-Lewis roste hans optræden i Monster's Ball og Brokeback Mountain, og beskriver sidstnævnte som "unik, perfekt" .
Verne Troyer, som havde arbejdet med Ledger i The Imaginarium of Doctor Parnassus, op til hans død, havde fået lavet en tatovering, der forestillede en tegning Ledger havde tegnet på et papir med sin e-mailaddresse, på sin hånd, for at vise hvor meget Ledger havde inspireret ham og for at kunne mindes ham.
Den 1. februar 2008, i sin første offentlige udtalelse efter Ledgers død, fortalte Michelle Williams om hendes hjertesorg og sagde, at Ledgers ånd ville leve videre i deres datter, Mathilda.
Efter at have afholdt private begravelsesceremonier i Los Angeles, vendte Ledgers familie tilbage til Perth med hans lig .
Den 9. februar 2008, blev der afholdt en mindehøjtidelighed med flere hundrede inviterede på Penrhos College i Perth, som fik en del opmærksomhed fra pressen. Efterfølgende blev Ledger kremeret på Fremantle Cemetery, efterfulgt af en privat ceremoni med kun 10 af hans nærmeste familiemedlemmer , hvorefter hans aske blev begravet i et familiegravsted, ved siden af to af hans bedsteforældre . Senere samme aften, samledes hans familie og venner for afholde en mindeceremoni på Cottesloe Beach.

#### Obduktion og toksikologisk undersøgelse
Efter to ugers intenst mediedækkede spekulationer om mulige årsager til Ledgers død, kom Office of the Chief Medical Examiner of New York den 6. februar 2008, med deres redegørelse, baseret på en indledende obduktion, foretaget den 23. januar 2008, samt en efterfølgende komplet toksikologisk undersøgelse. Rapporten konkluderede delvist, at: "Mr. Heath Ledger døde som følge af en akut forgiftning, ved en kombination af stofferne oxycodone, hydrocodone, diazepam, temazepam, alprazolam og doxylamine"  Det hedder endeligt: "Vi har konkluderet at årsagen til hans død, er et uheld, som følge af misbrug af receptpligtigt medicin". Medikamenterne i toksikologiske analyse er almindeligt brugt i Staterne for søvnløshed, angst, depression, smerter og forkølelse. Selvom Associated Press og andre medier fortalte, at "politiet havde udtalt at tidspunktet for Ledgers død var imellem kl. 13 og kl. 14:45 (lokal tid, New York) den 22. januar 2008. Retsmedicinerne har dog udtalt, at det præcise tidspunkt for Ledgers død ikke vil blive offentliggjort. Ledgers død har i øvrigt bidraget til større fokus på farerne ved misbrug af receptpligtigt medicin generelt.

## Filmografi

### Tv
| År   | Titel         | Rolle        | Bemærkninger         |
| ---- | ------------- | ------------ | -------------------- |
| 1993 | Ship to Shore | Cyklist      |                      |
| 1996 | Sweat         | Snowy Bowles | 26 episoder i serien |
| 1997 | Home and Away | Scott Irwin  | Gæstemedvirkende     |
| 1997 | Roar          | Conor        | 13 episoder i serien |

### Film
| År   | Titel                               | Rolle                                                            |
| ---- | ----------------------------------- | ---------------------------------------------------------------- |
| 1992 | Clowning Around                     | Hjemløs klovn                                                    |
| 1997 | Blackrock                           | Toby                                                             |
| 1997 | Paws                                | Oberon                                                           |
| 1999 | Two Hands                           | Jimmy                                                            |
| 1999 | 10 Things I Hate About You          | Patrick Verona                                                   |
| 2000 | The Patriot                         | Gabriel Martin                                                   |
| 2001 | Monster's Ball                      | Sonny Grotowski                                                  |
| 2001 | A Knight's Tale                     | Sir William Thatcher / Sir Ulrich von Lichtenstein af Gelderland |
| 2002 | The Four Feathers                   | Harry Faversham                                                  |
| 2003 | The Order                           | Alex Bernier                                                     |
| 2003 | Ned Kelly                           | Ned Kelly                                                        |
| 2005 | Casanova                            | Giacomo Casanova                                                 |
| 2005 | The Brothers Grimm                  | Jakob Grimm                                                      |
| 2005 | Lords of Dogtown                    | Skip Engblom                                                     |
| 2005 | Brokeback Mountain                  | Ennis del Mar                                                    |
| 2006 | Candy                               | Dan                                                              |
| 2007 | I'm Not There                       | Robbie Clark                                                     |
| 2008 | The Dark Knight                     | Jokeren                                                          |
| 2009 | The Imaginarium of Doctor Parnassus | Tony                                                             |

## Awards & nomineringer
Academy Awards
- 2009: Vandt: "Best Performance by an Actor in a Supporting Role" i The Dark Knight  – Posthumt. Prisen blev modtaget af hans far, mor og søster.
- 2006: Nomineret: "Best Performance by an Actor in a Leading Role" i Brokeback Mountain

Academy of Science Fiction, Fantasy & Horror Films
- 2009: Nomineret: "Saturn Award Best Supporting Actor" i The Dark Knight - Posthumt

Austin Film Critics Association
- 2008: Vandt: "Best Supporting Actor" i The Dark Knight - Posthumt

Australian Film Institute
- 2008: Vandt: "International Award Best Actor" i The Dark Knight - Posthumt
- 2006: Vandt: "International Award Best Actor" i Brokeback Mountain
- 2006: Vandt: "News Limited Readers' Choice Award" i Brokeback Mountain
- 2006: Nomineret: "Best Lead Actor" i Candy
- 2003: Nomineret: "Best Actor in a Leading Role" i Ned Kelly
- 1999: Nomineret: "Best Performance by an Actor in a Leading Role" i Two Hands

BAFTA Awards
- 2009: Vandt: "Best Supporting Actor" i The Dark Knight - Posthumt
- 2006: Nomineret: "Best Performance by an Actor in a Leading Role" i Brokeback Mountain

Blockbuster Entertainment Awards
- 2001: Vandt: "Favorite Male – Newcomer" i The Patriot

Boston Society of Film Critics Awards
- 2008: Vandt: "Best Supporting Actor" i The Dark Knight - Posthumt

Brisbane International Film Festival
- 2008: ? : Chauvel Award - Posthumt

Broadcast Film Critics Association Awards
- 2009: Vandt: "Best Supporting Actor" i The Dark Knight - Posthumt
- 2009: Nomineret: "Best Acting Ensemble" i The Dark Knight  – Delt med Morgan Freeman, Maggie Gyllenhaal, Aaron Eckhart, Christian Bale, Michael Caine og Gary Oldman
- 2006: Nomineret: "Best Actor" i Brokeback Mountain

Central Ohio Film Critics Association
- 2009: Vandt: "Best Supporting Actor" i The Dark Knight - Posthumt
- 2006: Vandt: "Actor of the Year" i Brokeback Mountain - også for rollerne i The Brothers Grimm, Casanova og Lords of Dogtown
- 2006: "Best Lead Performance" i Brokeback Mountain

Chicago Film Critics Association Awards
- 2008: Vandt: "Best Supporting Actor" i The Dark Knight - Posthumt
- 2006: Nomineret: "Best Actor" i Brokeback Mountain

Chlotrudis Awards
- 2006: Nomineret: "Best Actor" i Brokeback Mountain

Dallas-Fort Worth Film Critics Association Awards
- 2008: Vandt: "Best Supporting Actor" i The Dark Knight

Film Critics Circle of Australia Awards
- 2006: Nomineret: "Best Actor in a Lead Role" i Candy
- 2003: Nomineret: "Best Actor – Male" i Ned Kelly
- 2000: Nomineret: "Best Actor – Male" i Two Hands

Florida Film Critics Circle Awards
- 2008: Vandt: "Best Supporting Actor" i The Dark Knight - Posthumt

Golden Globes
- 2009: Vandt: "Best Performance by an Actor in a Supporting Role in a Motion Picture" i The Dark Knight - Posthumt. Prisen blev modtaget af Christopher Nolan på Ledgers vegne
- 2006: Nomineret: "Best Performance by an Actor in a Motion Picture – Drama" i Brokeback Mountain

Gotham Awards
- 2005: Nomineret: "Best Ensemble Cast" i Brokeback Mountain - Delt med Jake Gyllenhaal, Michelle Williams, Anne Hathaway, Linda Cardellini, Randy Quaid og Anna Faris

IF Awards
- 2006: Nomineret: "Best Actor" i Candy

Independent Spirit Awards
- 2008: Vandt: "Robert Altman Award" i I'm Not There - Delt med Todd Haynes, Laura Rosenthal, Cate Blanchett, Christian Bale, Richard Gere, Ben Whishaw, Marcus Carl Franklin, Charlotte Gainsbourg, Bruce Greenwood
- 2006: Nomineret: "Best Male Lead" i Brokeback Mountain

Kansas City Film Critics Circle Awards
- 2009: Vandt: "Best Supporting Actor" i The Dark Knight - Posthumt

Las Vegas Film Critics Society Awards
- 2008: Vandt: "Best Supporting Actor" i The Dark Knight - Posthumt
- 2005: Vandt: "Sierra Award Best Actor" i Brokeback Mountain

London Critics Circle Film Awards
- 2009: Nomineret: "ALFS Award Actor of the Year" i The Dark Knight
- 2006: Nomineret: "ALFS Award Actor of the Year" i Brokeback Mountain

Los Angeles Film Critics Association Awards
- 2008: Vandt: "Best Supporting Actor" i The Dark Knight - Posthumt

MTV Movie Awards
- 2006: Vandt: "Best Kiss" i Brokeback Mountain - Delt med Jake Gyllenhaal
- 2002: Nomineret: "Best Kiss" i A Knight's Tale - Delt med Shannyn Sossamon
- 2002: Nomineret: 2Best Musical Sequence" i A Knight's Tale - Delt med Shannyn Sossamon
- 2000: Nomineret: "Best Musical Performance" i 10 Things I Hate About You - For sangen "Can't Take My Eyes Off You"

NRJ Ciné Awards
- 2006: Nomineret: "Best Kiss" ("Meilleur baiser") i Brokeback Mountain - Delt med Jake Gyllenhaal

New York Film Critics Circle Awards
- 2005: Vandt: "Best Actor" i Brokeback Mountain"

Online Film Critics Society Awards
- 2009: Vandt: "Best Supporting Actor" i The Dark Knight - Posthumt
- 2006: Nomineret: "Best Actor" i Brokeback Mountain

People's Choice Awards, USA
- 2009: Vandt: "Favorite Cast" i The Dark Knight - Delt med Christian Bale, Michael Caine, Aaron Eckhart, Morgan Freeman, Maggie Gyllenhaal og Gary Oldman
- 2009: Vandt: "Favorite On-Screen Match-Up" i The Dark Knight - Delt med Christian Bale

Phoenix Film Critics Society Awards
- 2008: Vandt: Best Performance by an Actor in a Supporting Role" i The Dark Knight - Posthumt
- 2005: Vandt: "Best Performance by an Actor in a Leading Role" i Brokeback Mountain

San Francisco Film Critics Circle
- 2008: Vandt: "Best Supporting Actor" i The Dark Knight - Posthumt
- 2005: Vandt: "Best Actor" i Brokeback Mountain

Santa Barbara International Film Festival
- 2006: Vandt: "Breakthrough Performance of the Year" i Brokeback Mountain

Satellite Awards
- 2008: Nomineret: "Best Actor in a Supporting Role" i The Dark Knight
- 2005: Nomineret: "Outstanding Actor in a Motion Picture, Drama" i Brokeback Mountain

Screen Actors Guild Awards
- 2009: Vandt: "Actor Outstanding Performance by a Male Actor in a Supporting Role" i The Dark Knight - Posthumt. Prisen var accepteret af Gary Oldman
- 2006: Nomineret: "Actor Outstanding Performance by a Cast in a Motion Picture" i Brokeback Mountain - Delt med Linda Cardellini, Anna Faris, Jake Gyllenhaal, Anne Hathaway, Randy Quaid og Michelle Williams
- 2006: Nomineret: "Outstanding Performance by a Male Actor in a Leading Role" i Brokeback Mountain

ShoWest Convention, USA
- 2001: ? : "ShoWest Award Male Star of Tomorrow"

Southeastern Film Critics Association Awards
- 2008: Vandt: "Best Supporting Actor" i The Dark Knight

Teen Choice Awards
- 2005: Nomineret: "Choice Movie Actor: Action/Adventure/Thriller" i Lords of Dogtown
- 2001: Nomineret: "Film – Choice Actor" i A Knight's Tale
- 2001: Nomineret: "Film – Choice Chemistry" i A Knight's Tale - Delt med Shannyn Sossamon
- 1999: Nomineret: "Film – Sexiest Love Scene" i 10 Things I Hate About You - Delt med Julia Stiles

Toronto Film Critics Association Awards
- 2008: Vandt: "Best Supporting Performance, Male" i The Dark Knight

Washington DC Area Film Critics Association Awards
- 2008: Vandt: "Best Supporting Actor" i The Dark Knight
- 2005: Nomineret: "Best Actor" i Brokeback Mountain